# مايك توماس (لاعب كرة قدم أمريكية أمريكي)
مايك توماس (بالإنجليزية: Mike Thomas)‏ هو لاعب كرة قدم أمريكية أمريكي، ولد في 4 يونيو 1987 في بوسير سيتي في الولايات المتحدة.

## وصلات خارجية
- مايك توماس على موقع مرجع كرة القدم المحترفة.كوم (الإنجليزية)